# Mallophora nigrifemorata
Mallophora nigrifemorata är en tvåvingeart som beskrevs av Macquart 1838. Mallophora nigrifemorata ingår i släktet Mallophora och familjen rovflugor. Inga underarter finns listade i Catalogue of Life.